# Vitbukig munia
Vitbukig munia (Lonchura leucogastra) är en fågel i familjen astrilder inom ordningen tättingar.

## Utseende och läte
Vitbukig munia är en mörkbrun finkliknande fågel med vit buk, därav namnet. Den är svart på ansikte och strupe, övergående i brunt på hjässa och rygg. Bland lätena hörs högjudda pipande och "tsick”.

## Utbredning och systematik
Vitbukig munia förekommer i Sydöstasien, från Myanmar österut till Filippinerna och söderut till Borneo och Sumatra. Den delas in i sex underarter med följande utbredning:
- Lonchura leucogastra leucogastra – sydöstra Myanmar, i Thailand och på Malackahalvön till Sumatra
- Lonchura leucogastra everetti – Luzon, Mindoro, norra Camiguin, Catanduanes och Polillo
- Lonchura leucogastra manueli – utbrett på de filippinska öarna
- Lonchura leucogastra palawana – Palawan, öar i Suluarkipelagen och Borneo
- Lonchura leucogastra smythiesi – norra Borneo (Kucingregionen i sydvästra Sarawak)
- Lonchura leucogastra castanonota – södra Borneo

## Levnadssätt
Fågeln hittas i skogskanter och trädgårdar, på ängar och åkrar. I allmänhet födosöker den i mindre flockar än fjällig munia och svarthuvad munia. Födan består av gräsfrön, från exempelvis ris, Brachiaria distachys och Digitaria marginata, men även säv (Cyperaceae) och olika typer av ogräs.

### Häckning
Vitbukig munia häckar enstaka eller i små kolonier. Boet är en löst formad oval konstruktion med sidoingång av gräsfibrer, blommor, palmblad eller bambu. Det placeras 1,5–3 meter ovan mark i kronan av ett mindre träd. Däri lägger den fyra till fem ägg som ruvas i 14–16 dagar. Efter ytterligare 19–21 dagar är ungarna flygga. Därefter är de beroende av föräldrarna i ytterligare två dagar.

## Status
Arten har ett stort utbredningsområde och beståndet anses stabilt. Internationella naturvårdsunionen IUCN listar den därför som livskraftig (LC).